# Мотиль Сергій Анатолійович
Сергі́й Анато́лійович Мотиль (4 вересня 1991 — 1 грудня 2015) — солдат Збройних сил України, учасник російсько-української війни.

## Життєпис
Народився 1991 року в селі Сергіївка сучасного Покровського району Донецької області. 2006 року закінчив 9 класів ЗОШ смт Желанне Ясинуватського району, 2009-го — ПТУ № 43 міста Авдіївка. Протягом 2009—2010 років проходив строкову військову службу у 208-й зенітній ракетній бригаді Повітряних Сил ЗСУ (в/ч А1836, Херсон). Демобілізувавшись, від грудня 2010 року працював підземним гірником на шахті імені О. Ф. Засядька. 2012 року заочно закінчує Донецький індустріальний технікум — за спеціальністю «технік-механік по ремонту автомобілів і двигунів».
18 лютого 2015 року мобілізований; солдат 93-ї окремої механізованої бригади, кулеметник.
1 грудня 2015-го загинув поблизу селища Піски Ясинуватського району, підірвавшись на «розтяжці» — закрив собою гранату, врятувавши життя трьох побратимів.
4 грудня 2015 року похований у селі Сергіївка Донецької області.
Без Сергія лишилися мама та старший брат Юрій (який служив у зоні бойових дій разом із Сергієм).

## Нагороди та вшанування
За особисту мужність, сумлінне та бездоганне служіння Українському народові, зразкове виконання військового обов'язку відзначений — нагороджений
- орденом «За мужність» ІІІ ступеня (16.1.2016, посмертно)[1]